# Xã Polk, Quận Bremer, Iowa
Xã Polk (tiếng Anh: Polk Township) là một xã thuộc quận Bremer, tiểu bang Iowa, Hoa Kỳ. Năm 2010, dân số của xã này là 922 người.